# Richard Landström
Richard Landström, pseud. Xizt (ur. 22 lutego 1991) – szwedzki profesjonalny gracz Counter-Strike: Global Offensive, pozostający obecnie bez organizacji. Były członek takich zespołów jak ROCKSTAR, Ninjas in Pyjamas, FaZe Clan, Begrip, H2K Gaming, Fnatic czy LIONS. 6 najlepszy gracz CS:GO 2013 roku. Dotychczas w swojej karierze zarobił ok. 545 tysięcy dolarów.

## Historia
Karierę rozpoczął w 2009 roku w amatorskiej drużynie Laget. Po niecałym roku odezwała się do niego szwedzka organizacja Begrip, co było momentem zwrotnym w karierze Richarda. W tej formacji Xizt wygrał swój pierwszy, profesjonalny turniej, który nosił nazwę ASUS Open Summer 2010. 26 lutego 2010 roku Richard opuścił szeregi Begrip na rzecz dołączenia do H2K Gaming. Niestety forma zawodnika mocno pogorszyła się w tym zespole, dlatego Xizt opuścił drużynę 16 sierpnia tego samego roku. 7 grudnia 2010 roku Richard dołączył do szwedzkiej potęgi - Fnatic, która dominowała scenę Counter-Strike'a. W lipcu 2012 roku, w oczekiwaniu na zmianę wersji Counter-Strike na Counter-Strike: Global Offensive, opuścił Fnatic i dołączył do Ninjas in Pyjamas. Richard wraz z drużyną wygrali 87 meczów z rzędu bez żadnej porażki, co było największą dominacją w historii Counter-Strike'a. 1 kwietnia 2018 roku Richard opuścił szeregi Ninjas in Pyjamas i dołączył do FaZe Clan jako zmiennik. Po nieudanych występach pod barwami FaZe, Xizt opuścił formację 25 maja 2018 na rzecz dołączenia do Fnatic. 21 sierpnia 2019 Xizt został przesunięty na ławkę rezerwową Fnatic. 

## Wyróżnienia indywidualne
- 18 najlepszy gracz CS 2010 roku według serwisu HLTV.org[4].
- 11 najlepszy gracz CS 2011 roku według serwisu HLTV.org[5].
- 6 najlepszy gracz CS:GO 2013 roku według serwisu HLTV.org.[6]

## Większe osiągnięcia[7][8]
- 1 miejsce - GO4CS:GO Europe Cup 6 (2012)
- 1 miejsce - SteelSeries GO 2012 (2012)
- 1 miejsce - DreamHack Valencia 2012 (2012)
- 1 miejsce - ESWC 2012 (2012)
- 1 miejsce - DreamHack Winter 2012 (2012)
- 1 miejsce - AMD Sapphire Invitational (2012)
- 1 miejsce - Thor Open (2012)
- 1 miejsce - Fnatic FragOut League Season 1 (2013)
- 1 miejsce - TECHLABS Cup 2013 Moscow (2013)
- 1 miejsce - Copenhagen Games 2013 (2013)
- 2 miejsce - StarLadder StarSeries V (2013)
- 1 miejsce - ESL Major Series One Spring 2013 (2013)
- 1 miejsce - ESEA Global Finals Season 13 (2013)
- 1 miejsce - ESPORTSM 2012/2013 (2013)
- 1 miejsce - StarLadder StarSerues VI (2013)
- 2 miejsce - Fnatic FragOut League Season 3 (2013)
- 1 miejsce - DreamHack Summer 2013 (2013)
- 1 miejsce - DreamHack Bukareszt 2013 (2013)
- 2 miejsce - DreamHack Winter 2013 (2013)
- 1 miejsce - Fragbite Masters Season 1 (2013)
- 2 miejsce - DreamHack Invitational I (2014)
- 2 miejsce - ESL One Katowice 2014 (2014)
- 1 miejsce - Copenhagen Games 2014 (2014)
- 2 miejsce - StarLadder StarSeries IX (2014)
- 1 miejsce - DreamHack Summer 2014 (2014)
- 1 miejsce - IronGaming I (2014)
- 1 miejsce - ESL One Cologne 2014 (2014)
- 2 miejsce - DreamHack Winter 2014 (2014)
- 1 miejsce - Assembly Winter 2015 (2015)
- 4 miejsce - IOS Pantamera (2015)
- 2 miejsce - ESL One Katowice 2015 (2015)
- 2 miejsce - GFINITY Spring Masters I (2015)
- 1 miejsce - ESPORTSM 2015 (2015)
- 3/4 miejsce - DreamHack Open Summer 2015 (2015)
- 2 miejsce - GFINITY Masters Summer 1 (2015)
- 3/4 miejsce - DreamHack Open Cluj Napoca (2015)
- 2 miejsce - Fragbite Masters Season 5 (2015)
- 1 miejsce - DreamHack Masters Malmo 2016 (2016)
- 1 miejsce - StarLadder i-League StarSeries Season 2 (2016)
- 1 miejsce - IEM Season XI Oakland (2016)
- 1 miejsce - DreamHack Valencia 2017 (2017)
- 1 miejsce - Hellcase Cup 6 (2017)
- 1 miejsce - IEM Season XII Oakland (2017)
- 1 miejsce - IEM Season XIII Sydney (2018)
- 1 miejsce - PLG Grand Slam 2018 (2018)
- 3/4 miejsce - IBUYPOWER Masters IV (2019)
- 4 miejsce - WESG 2018 (2019)
- 2 miejsce - IEM Season XIV Sydney (2019)
- 2 miejsce - StarSeries i-League CS:GO Season 7 (2019)